# UCI World Tour 2011
L'UCI World Tour 2011 è stata la prima edizione del nuovo circuito organizzato dall'UCI, che sostituisce il calendario mondiale. Alle ventisei prove dell'anno precedente si è aggiunto il Tour of Beijing.

## Squadre
Le squadre che vi parteciparono furono diciotto, rappresentanti undici diversi Paesi.
- Belgio

Omega Pharma-Lotto
Quick Step
- Danimarca

Saxo Bank-Sungard
- Francia

AG2R La Mondiale
- Regno Unito

Sky Professional Cycling Team
- Italia

Lampre-ISD
Liquigas-Cannondale
- Kazakistan

Astana
- Lussemburgo

Leopard-Trek
- Paesi Bassi

Rabobank
Vacansoleil-DCM Pro Cycling Team
- Spagna

Euskaltel-Euskadi
Movistar Team
- Stati Uniti

BMC Racing Team
Garmin-Cervélo
HTC-Highroad
Team RadioShack
- Russia

Team Katusha

### Wild Card
Ventitré squadre poterono partecipare su invito degli organizzatori a singole manifestazioni, senza competere per i titoli generali:
- Belgio

Landbouwkrediet
Topsport Vlaanderen-Mercator
Veranda's Willems-Accent
- Francia

Bretagne-Schuller
Cofidis, Le Crédit en ligne
FDJ
Saur-Sojasun
Team Europcar
- Canada

Team SpiderTech-C10
- Colombia

Colombia es Pasión-Café de Colombia
- Germania

Team NetApp
- Irlanda

Colnago-CSF Inox
De Rosa-Ceramica Flaminia
- Italia

Acqua & Sapone
Androni Giocattoli-Serramenti PVC Diquigiovanni
- Paesi Bassi

Skil-Shimano
- Polonia

CCC Polsat Polkowice
- Regno Unito

Farnese Vini-Neri Sottoli
- Spagna

Andalucía-Caja Granada
Caja Rural
Geox-TMC
- Stati Uniti

Team Type 1
UnitedHealthcare Pro Cycling

## Calendario
| Corsa | Data                   | Evento                                 | Vincitore                         | Squadra                      | Leader della Cl. mondiale         |
| ----- | ---------------------- | -------------------------------------- | --------------------------------- | ---------------------------- | --------------------------------- |
| 1     | 18-23 gennaio          | Tour Down Under (2011)                 | Cameron Meyer                     | Team Garmin-Cervélo          | Cameron Meyer                     |
| 2     | 6-13 marzo             | Paris-Nice (2011)                      | Tony Martin                       | HTC-Highroad                 | Tony Martin                       |
| 3     | 9-15 marzo             | Tirreno-Adriatico (2011)               | Cadel Evans                       | BMC Racing Team              | Tony Martin e Cadel Evans         |
| 4     | 19 marzo               | Milano-Sanremo (2011)                  | Matthew Goss                      | HTC-Highroad                 | Matthew Goss                      |
| 5     | 21-27 marzo            | Volta Ciclista a Catalunya (2011)      | Alberto Contador Michele Scarponi | Saxo Bank-Sungard Lampre-ISD | Matthew Goss Michele Scarponi     |
| 6     | 27 marzo               | Gand-Wevelgem (2011)                   | Tom Boonen                        | Quickstep Cycling Team       | Matthew Goss Michele Scarponi     |
| 7     | 3 aprile               | Giro delle Fiandre (2011)              | Nick Nuyens                       | Saxo Bank-Sungard            | Matthew Goss Michele Scarponi     |
| 8     | 4-9 aprile             | Vuelta al País Vasco (2011)            | Andreas Klöden                    | Team RadioShack              | Matthew Goss Michele Scarponi     |
| 9     | 10 aprile              | Parigi-Roubaix (2011)                  | Johan Vansummeren                 | Team Garmin-Cervélo          | Fabian Cancellara                 |
| 10    | 17 aprile              | Amstel Gold Race (2011)                | Philippe Gilbert                  | Omega Pharma-Lotto           | Fabian Cancellara                 |
| 11    | 20 aprile              | Freccia Vallone (2011)                 | Philippe Gilbert                  | Omega Pharma-Lotto           | Philippe Gilbert                  |
| 12    | 24 aprile              | Liegi-Bastogne-Liegi (2011)            | Philippe Gilbert                  | Omega Pharma-Lotto           | Philippe Gilbert                  |
| 13    | 26 aprile-1º maggio    | Tour de Romandie (2011)                | Cadel Evans                       | BMC Racing Team              | Philippe Gilbert                  |
| 14    | 7-29 maggio            | Giro d'Italia (2011)                   | Alberto Contador Michele Scarponi | Saxo Bank-Sungard Lampre-ISD | Philippe Gilbert Michele Scarponi |
| 15    | 5-12 giugno            | Critérium du Dauphiné (2011)           | Bradley Wiggins                   | Sky Procycling               | Philippe Gilbert Michele Scarponi |
| 16    | 11-19 giugno           | Tour de Suisse (2011)                  | Levi Leipheimer                   | Team RadioShack              | Philippe Gilbert Michele Scarponi |
| 17    | 2-24 luglio            | Tour de France (2011)                  | Cadel Evans                       | BMC Racing Team              | Cadel Evans                       |
| 18    | 30 luglio              | Clásica San Sebastián (2011)           | Philippe Gilbert                  | Omega Pharma-Lotto           | Cadel Evans                       |
| 19    | 31 luglio-6 agosto     | Tour de Pologne (2011)                 | Peter Sagan                       | Liquigas-Cannondale          | Cadel Evans                       |
| 20    | 8-14 agosto            | Eneco Tour (2011)                      | Edvald Boasson Hagen              | Sky Procycling               | Cadel Evans                       |
| 21    | 21 agosto              | Vattenfall Cyclassics (2011)           | Edvald Boasson Hagen              | Sky Procycling               | Cadel Evans                       |
| 22    | 28 agosto              | Grand Prix de Ouest-France (2011)      | Grega Bole                        | Lampre-ISD                   | Cadel Evans                       |
| 23    | 9 settembre            | Grand Prix Cycliste de Québec (2011)   | Philippe Gilbert                  | Omega Pharma-Lotto           | Philippe Gilbert                  |
| 24    | 11 settembre           | Grand Prix Cycliste de Montréal (2011) | Rui Faria da Costa                | Movistar                     | Philippe Gilbert                  |
| 25    | 20 agosto-11 settembre | Vuelta a España (2011)                 | Juan José Cobo                    | Geox-TMC                     | Philippe Gilbert                  |
| 26    | 5-9 ottobre            | Tour of Beijing (2011)                 | Tony Martin                       | HTC-Highroad                 | Philippe Gilbert                  |
| 27    | 15 ottobre             | Giro di Lombardia (2011)               | Oliver Zaugg                      | Team Leopard-Trek            | Philippe Gilbert                  |

## Classifiche
Aggiornate all'11 febbraio 2012.
| Pos. | Corridore         | Squadra      | Punti |
| ---- | ----------------- | ------------ | ----- |
| 1    | Philippe Gilbert  | Omega Ph.    | 718   |
| 2    | Cadel Evans       | BMC          | 584   |
|      | Alberto Contador  | Saxo Bank    | 471   |
| 3    | Joaquim Rodríguez | Katusha      | 446   |
| 4    | Michele Scarponi  | Lampre-ISD   | 419   |
| 5    | Tony Martin       | HTC-High.    | 349   |
| 6    | Samuel Sánchez    | Euskaltel    | 317   |
| 7    | Vincenzo Nibali   | Liquigas     | 310   |
| 8    | Daniel Martin     | Garmin       | 296   |
| 9    | Bradley Wiggins   | Sky          | 289   |
| 10   | Fränk Schleck     | Leopard-Trek | 284   |

| Pos. | Squadra               | Punti |
| ---- | --------------------- | ----- |
| 1    | Omega Pharma-Lotto    | 1 101 |
| 2    | Sky Procycling        | 1 069 |
| 3    | Team Leopard-Trek     | 1 024 |
| 4    | HTC-Highroad          | 892   |
| 5    | BMC Racing Team       | 887   |
| 6    | Lampre-ISD            | 856   |
| 7    | Liquigas-Cannondale   | 837   |
| 8    | Team Garmin-Cervélo   | 818   |
| 9    | Rabobank Cycling Team | 687   |
| 10   | Team RadioShack       | 649   |

| Pos. | Nazione     | Punti |
| ---- | ----------- | ----- |
| 1    | Italia      | 1 302 |
| 2    | Spagna      | 1 187 |
| 3    | Belgio      | 1 184 |
| 4    | Australia   | 1 092 |
| 5    | Regno Unito | 947   |
| 6    | Germania    | 799   |
| 7    | Paesi Bassi | 707   |
| 8    | Francia     | 637   |
| 9    | Stati Uniti | 571   |
| 10   | Lussemburgo | 537   |